# Триумфална арка на Траян (Беневенто)
Триумфалната арка на Траян (Porta Aurea, Arco di Trajano) е римска триумфална арка в италианския град Беневенто.
Подобна е на Арката на Тит в Рим. От нея започва древният път Виа Траяна, който отива до Брундизиум.
На 41 м има 160 фигури, 6 жертвени животни, 5 колесници, 6 коне и триумфалната квадрига. Построена е от Римския сенат през 114—117 г. в чест на римския император Траян, вероятно от Аполодор от Дамаск.
От двете страни на Атика се намира еднаквият надпис:
Imp(eratori) Caesari divi Nervae filio
Nervae Traiano optimo Aug(usto)
Germanico Dacico pontif(ici) max(imo) trib(unicia)
potest(ate) XVIII imp(eratori) VII co(n)s(uli) VI p(atri) p(atriae)
fortissimo principi senatus p(opulus)q(ue) R(omanus)